# Camp Redó
|  | Per a altres significats, vegeu «Camp-redó». |

El Camp Redó és un barri de la ciutat de Mallorca situat al Districte Nord. Limita al sud pels carrers del Poeta Guillem Colom, de l'Emperadriu Eugènia, del Molí den Perot i d'Anselm Turmeda amb el barri de Bons Aires, a llevant per la carretera de Sóller amb l'Olivera i Son Pardo, al nord pel carrer de Miquel Capllonch, General riera i Via de Cintura amb Cal Capiscol i el Secar de la Real; i a ponent pel la Riera amb Son Cotoner. El barri patí un gran creixement durant l'onada migratòria posterior als anys cinquanta, actualment la població del barri és diversa i de distints nivells econòmics. L'any 2018 tenia censats 14.391 habitants. Dins el barri hi trobam el parc de les Fonts, Palma Arena i el Cementeri de Palma.
De 1965 ençà compta amb un equip de futbol, l'Independent, que juga al camp de l'Antoniana.